# NGC 7823
NGC 7823 је спирална галаксија у сазвежђу Тукан која се налази на NGC листи објеката дубоког неба.
Деклинација објекта је - 62° 3' 40" а ректасцензија 0h 4m 45,8s. Привидна величина (магнитуда) објекта NGC 7823 износи 12,6 а фотографска магнитуда 13,4. NGC 7823 је још познат и под ознакама ESO 111-12, IRAS 00022-6220, PGC 328.